# Caroline Stage Olsen
Caroline Stage Olsen (* 10. November 1990 in Bagsværd Sogn, Region Hovedstaden) ist eine dänische Politikerin der Venstre und derzeit der Moderaterne, die seit 2024 Ministerin für Digitalisierung in der Regierung Frederiksen II ist.

## Leben
Caroline Stage Olsen, Tochter der Kinderärztin Birthe Susanne Olsen und des Gymnasiallehrers Vilhelm Stage Pedersen, begann nach dem Besuch der Bagsværd Kostskole og Gymnasium ein Studium der Wirtschaftswissenschaften an der Copenhagen Business School (CBS), welches sie 2015 als Candidata mercaturae beendete. Im Anschluss arbeitete sie als Managerin für Öffentlichkeitsarbeit für Dansk Standard, Dänemarks Normungsorganisation, die sich sowohl mit der nationalen als auch internationalen Normung befasst. Im Anschluss arbeitete sie von 2016 bis 2023 für das Tabakunternehmen British American Tobacco und war dort zunächst Government Affairs Manager und dann Senior Government Affairs Manager für Dänemark, Norwegen, Grönland, Färöer und Island. Daneben war sie zwischen 2019 und 2020 Vorstandsmitglied des Verbandes der Tabakhersteller (Tobacco Manufacturers Association) und daraufhin von 2020 und 2023 Vorsitzender des Verwaltungsrats dieses Verbandes.
Daneben begann Caroline Stageihr politisches Engagement für die Liberale Partei V (Venstre) in der Kommunalpolitik und war zwischen dem 1. Juni 2014 und dem 1. Januar 2020 Mitglied im Stadtrat von Kopenhagen. Während ihrer Mitgliedschaft im Stadtrat war sie politische Sprecherin sowie Gesundheitssprecherin der Venstre. Zudem gehörte sie zwischen 2014 und 2017 Vorstandsmitglied des Kopenhagener Behindertenrates (Handicaprådet København). 2017 geriet sie in die Kritik, weil sie hauptberuflich bei British American Tobacco arbeitete. Die Verwaltung kam zu dem Schluss, dass sie in bestimmten Fällen befangen war, weshalb sie an den Verhandlungen zu diesen Angelegenheiten nicht teilnahm. Nach der Gründung der Moderaten Partei M (Moderaterne) am 5. Juni 2022 trat sie aus der Liberalen Partei aus und wurde Mitglied der Moderaten. 2023 wurde sie deren Politische Sprecherin (Politisk ordfører) und wurde war von Juli 2024 bis zu ihrer Ernennung zur Ministerin kurzzeitig Sonderberaterin von Außenminister Lars Løkke Rasmussen.
Am 29. August 2024 übernahm Caroline Stage als Nachfolgerin von Marie Bjerre in der Regierung Frederiksen II den Posten als Ministerin für Digitalisierung (Digitaliseringsminister). Sie lebt mit ihrem Partner Rikke Blom sowie zwei Stiefkindern in Frederiksberg und ist Mutter einer Tochter.